# Малик шах I
Малик шах I или Мелек-Шах  (8. август 1055 - 12. новембар 1092, Багдад) је био султан Селџучког царства (1072—1092 ) из династије Селџука.
Био је син претходног султана Алп Арслана и највећи владар царства.

## Борба против Византије
Кад је дошао на престо, мир, који је његов отац склопио са византијским царем Романом постао је неважећи, јер је цар свргнут. То је Малик шах узео за повод за рат против Византије. Као у време велике арапске инвазије, Византија је поновно стајала пред опасношћу од непријатељског освајања. Тада се, међутим, непријатељу који је надирао супротставила херојска одбрамбена воља Ираклијевих наследника, а Царство је изнутра било здраво. Сада се све налазило у потпуном распаду, снажан је одбрамбени састав домаћих ратника пропао, док је као противник моћнога Малик шаха у царскоме граду, окружен дворским интригантима и брбљавим литератима, престоловао јадни књишки мољац отуђен од свијета, духовно и телесно омлитавео пре времена. Малој је Азији судбина била запе чаћена. Селџучким је Турцима био отворен пут, није више било ни снаге ни воље која би им се могла супротставити .
Сталним успесима Турака Селџука Ромеји су постепено били одагнани са скоро целог Истока .

### Освајање источне Мале Азије
Поред тога је и цео источни део Мале Азије, Јерменска, Кападокија, све оне области из којих се Византијско царство снабдевало својим најбољим војницима и најславнијим војсковођама, био изгубљен заувек. Отада су такође, за време расула у које је царство све више тонуло, Турци лако односили победе: Иконија потпаде под њих, затим Никеја где их сами Византинци позваше; 1079. године дочепаше се Хрисопоља, према Цариграду . Они су 1077. године освојили Јерусалим , а 1085. године и Антиохију .

### Побуна Урсела де Бајела
Малик шаху је освајање Анадолије још више олакшала побуна византијског старешине  норманских  најамника, Нормана Урсела де Бајела. Његов је кандидат за престо је био цезар Јован Дука, којега је уздигао на положај антицара. Једнако је карактеристично и то да је византијска влада против њега у помоћ позвала Малик шаха , чија се главнина војске налазила у Сирији и освајала у византијске поседе . Овај је то искористио и његове пљачкашке чете су похарале Анадолију, али су на крају заробили авантуристичког предводника и испоручили га уз одговарајућу накнаду царском војсковођи и  и стратопедарку Алексију Комнину (будући цар Алексије I Комнин), против кога су се борили у више сукоба. Али је и Алексије имао удела у гушењу устанка. Он је побуњенику прво пресекао снабдевање храном, затим је умео, једном вешто изведеном издајом, да га натера на предају, и с триумфом је 1077. године довео у Цариград тога противника који је уливао толико страха .
Али влада се није могла трајно лишити услуга способног ратника. Убрзо је ослобођен из затвора да би се заједно с Алексијем Комнином борио на страни цара Михајла VII против нових покушаја узурпације престола .

### Крсташки ратови
Пошто су Селџуци за време Малика освојили целу Малу Азију, цар Михајло VII затражио је од папе Гргура VII, помоћ у борби против Турака. Велики папа је био склон да испуни ову молбу. Прошло је тек двадесет година откако је грчка црква у потпуности одбацила папску власт, тако да је успешна помоћ у борби против Малика лако могла да залечи шизму. Али како је Гргур у ово време био усред огорченог сукоба са царем Хајнрихом IV, није био у могућности да се окрене другим смелим подухватима . Гргур је ипак позивао на крсташки рат , али му није успело.

### Пад цара Михајла VII
Но, баш у то време, почело је расти опште незадовољство против василеуса Михајла VII Дуке. Безочна грамзивост првога министра исцрпла је финансије и изазвала оскудицу у царевини; војска, која није примала плату, бунила се. Славољубиви људи искористили су неред из кога се отимала слаба влада Михаилова; у Азији, Нићифор Вотанијат  , стратег теме Анатолика, чија је породица потицала од Фока и који је био типичан представник малоазијскога војног племства , прогласи се за цара , 7. јануара 1078. године , потпомогнут од великог феудалног племства, и чак од једног дела Сената . Иако је имао толику толику подршку, њему је требала подршка Селџука. Те је он осигурао подршку Сулејмана, стрица Малик Шаха, да би кренуо у поход на Цариград.
Чак и уз те хаотичне околности, превласт је и даље била на страни Мале Азије: Нићифор Вотанијат предухитрио је свога европског супарника и имењака. Антивладина странка у Цариграду све је своје наде усмјерила на Малоазијца. Тек што је Вотанијат у марту 1078. са својом војском стигао у Никеју, у главном је граду избио устанак у којему је увелике суделовала и Црква. Михајло VII Парапинак морао се одрећи круне и повући се у студитски манастир. На престо је позван Нићифор Вотанијат. Он је 24. марта ушао у Цариград и још истога дана примио круну од патријарха. Да би успоставио везу с кућом Дука и задовољио византијски осећај за легитимност, оженио се царицом Маријом, супругом својега претходника, иако је овај још био жив. Но постарији Вотанијат није био способан извести Царство из хаоса .

### Пад цара Нићифора III
Убрзо, цар Нићифор III Вотанијат постајао је све више непопуларан. Његови министри, као некад министри Михајла VII, расипали су новац прикупљен с тешком муком, и пошто су ризнице биле у крајњој опасности, глобљење царске бирократије још је повећало незадовољство. Војска, све уморнија од слабе владе која је управљала државом, љутила се што је занемарена, рђаво плаћена, без пресганка жртвована интересима цивилне администрације. Азиски пукови су роптали; у престоници, Варази, они гардиски војници који су изгледали најсигурнији, бунили су се, и њихова се упорност тешко укроћавала. Вотанијат је, уз то, био стар, без енергије, мало смешан. Са свих страна тражила се нова династија, и буна Нићифора Мелисена , Алексијевог шурака, у Никеји 1080. године уз помоћ Сулејмана , који је узео пурпур у Азији, била је очевидан знак претеће и скорашње кризе , јер Алексије Комнин, који је угушио све устанке није хтео да се бори против њега, јер је припремао своје проглашење .
Ноћу 14. фебруара 1081. Алексије Комнин са својим братом Исаком, праћен својим главним присталицама, побеже из престонице, и постаравши се да се дочепа кола из царских штала, он негоњен стиже у логоре тракијске војске . Међу свим представницима војне аристократије који су се такмичили за круну Алексије Комнен није био само најистакнутији војсковођа већ и једини истински политичар. Алексије је себи знао припремити тло и у војсци и у главному граду с далековидном мудрошћу и великом дипломатском спретношћу те се споразумети и с противничком странком .
Завереници, које је Цезар Јован Дука подупирао својим именом и својим богатством, спремали су напад на палату. У логору Схизе , у трачком Церулону , не губећи времена, они су прогласили за цара Алексија Комнина, у чију се корист Исак, његов старији брат, великодушно одрекао престола; затим, наоружани, пођоше на престоницу .
Алексије се договорио и с претендентом Нићифором Мелисеном. Овај му је понудио европски део Царства, док је азијски желео задржати за себе: тако се поново план за поделу Царства родио у глави једног војсковође. Алексије је тај план одбио и умирио свог шурака обећањем титуле цезара . За то време, слаби Вотанијат предао се судбини; он је оклевао, није предузимао никакве потребне мере, унапред се мирио са својим удесом . У Цариграду, чији се гарнизон већ им дијелом састојао од плаћеника странога порекла, међу њима и Немаца, Алексије је успио продрати захваљујући споразуму са заповедником немачких одбрамбених трупа . Ова издаја предаде устаницима једна градска врата. Ипак још ништа није било решено. Требало се тући улицама, и Цариград познаде све ужасе освајања на јуриш. Можда би чак у тој разузданој борби Вотанијат, да је покушао да да снажнијег отпора, могао и победити, он то није хтео, или није смео. Одметање флоте, која се изјаснила за Комнине, сасвим га утуче . И Алексијева је војска, као и она која је бранила Цариград, била шарена мешавина страних плаћеника, и три је дана главни град био позорница најдивљијег пљачкања и насиља. Вотанијат је одустао од безизгледне борбе и да би зауставио беспотребно проливање крви на наваљивање патријарха, реши се да абдицира  . Потом је на ускршњу недељу 4. априла 1081. године Алексије Комнин крунисан за цара Византије. Од тада се Византија опорављала од криза XI века .

### Иконијски султанат
Вотанијатово, а затим и Мелисеново савезништво са Турцима је умногоме олакшало освајање Мале Азије. Око 1080. године емир Сулејман, који је владао у Кизику и Никеји  је већ владао целим малоазијским подручјем од Киликије до Хелеспонта и основао онде, на најдревнијему византијском тлу, Иконијски султанат, Који је био зависна држава у односу на Селџучко царство. Након пада снажнога војног и управног поретка који је неко ћ постојао намалоазијском тлу и након свеобухватне пропасти византијскога стратиотског сталежа, Византијско царство је унајкраћем року изгубило и Малу Азију .

### Односи са Византијом од 1081.
Чињеницу да је практично цела Мала Азија била под турском влашћу испрва је морао једноставно прихватити. Није могао ништа друго доли накнадно препустити Сулејману ионако изгубљено подручје - као земљу за насељавање - да би тако барем формално очувао врховна права Византије и створио привид да господари Мале Азије нису суверена сила већ федерати Царства који земљу посједују уз царску приволу. Тако да је граница са Византијом привидно била мирна. За то време Алексије се борио против Нормана и Печењега . Чак је да би био сигуран да га Сулејман неће напасти, 1082. године, био принуђен да му призна сва освајања .
Године 1090. Печењези су продрли до Цариграда. Као да то није било довољно, Цариград је истовремено нападнут и с мора. Емир Смирне, Цаха, један од емира који су поделили Сулејманово наслеђе, пошто је овај умро 1085. године, је склопио с Печењезима савез и кренуо на Цариград са својом флотом , коју је саградио 1089. године . Цаха је некада боравио у заробљеништву на двору Нићифора Вотанијата и биле су му познате византијске методе ратовања те је исправно увидио да одлучујућа побједа над царским градом мора услиједити с мора.
Године 1090/91. Цариград је, под опсадом с мора и копна, пролазио кроз зиму несташице и тескобе. Поновно је спас могао доћи једино са запада. У нужди је Алексије прибегао испробаном иако не сасвим неопасном средству византијске политике према варварима тако што је против Печењега позвао у помоћ Кумане. Кумани, који су у јужноруску низину доселили за Печењезима и Узима, били су као и они прави номадски народ, а по својем су језику, иако не и по етни ч кој припадности, били Турци. Цар Алексије сада је положио судбину свога царства у руке поглавара тога ратничког народа. Жудно очекивани Кумани стигли су на подручје Царства у пролеће 1091. и 29. је марта у подножју планине Левунион дошло до не чувено крваве битке између Ромеја и Кумана с једне и Печењега с друге стране, у којој су Печењези потпуно потучени. Силовити утисак који је тај масакр оставио на савременике преноси нам Ана Комнина, која каже:
Читав народ од безброј људи сатрт је у једном једином дану.
Прстен који се затворио око Цариграда био је пробијен. Цаха, чији су планови пропали након битке под Левунионом, доживио је пораз, а након тога је матиран још једним царевим сјајним дипломатским потезом. Јер као што је Кумане нахушкао против Печењега, Алексије је сада против Цахе успио окренути његова зета, емира Никеје Абула Касима, склопивши савез најприје с њим, а затим и с његовим наследником Килиџом Арсланом, Сулејмановим сином. Тада се наставља комадање Иконијског султаната и непрестане међусобне борбе емира. То је Алексије искористио да био обновио Византију .

## Последице
Убрзо потом смрћу Малик шаха 1092. године наступи распад Селџучког царства, а Ромеји то искористише да би се поново дочепали Витиније, и нови икониски султан Килиџ-Арслан I (владао: 1092-1106) мораде пристати на мир .
Селџучка држава распала се на неколико кнежевина — Мосул, Дамаск, Антиохију, Триполи, Алепо и др. У Малој Азији створен је Икониски султанат. На југоистоку Мале Азије задржала се самостална кнежевина Мала Јерменија. Селџучке кнежевине биле су међусобно у непријатељству; у њима су избијали немири домаћег сељаштва. Египатски Фатимиди су тежили да врате изгубљену Сирију и Палестину .